# Shikanoko Nokonoko Koshitantan
Shikanoko Nokonoko Koshitantan (しかのこのこのここしたんたん) ist eine im Jahr 2019 gestartete Mangaserie von Oshioshio, die in den Genres Comedy und Slice of Life zu verorten ist. Ausgerichtet ist der Titel an ein junges, männliches Publikum (Shōnen). Der Manga inspirierte die Produktion einer Anime-Fernsehserie, die 2024 im japanischen Fernsehen gezeigt wurde und international unter dem Titel My Deer Friend Nokotan bekannt ist.
In der Geschichte geht es um die Schülerin Torako Koshi, die nach ihrem Wechsel an die Oberschule versucht, ein optimales Bild von sich zu präsentieren. Als sie eines Tages auf dem Weg zur Schule ein mysteriöses Mädchen rettet und diese an Koshis Schule wechselt, wird Koshi in deren Eskapaden verwickelt.

## Handlung
An ihrer Mittelschule war Torako Koshi eine Yankī, die unter ihrem Spitznamen „Tiger of Hino“ für Aufsehen sorgte. Um ihren schlechten Ruf und ihre Vergangenheit zu verbergen, beschließt sie, ihren Charakter zu ändern. Mit dem Wechsel an die Oberschule hat sie eine komplette Typänderung durchgemacht. So ist Koshi inzwischen das populärste und hübscheste Mädchen an der Schule sowie die Präsidentin des Schülerrates.
Eines Tages rettet Koshi auf dem Weg zur Schule ein mysteriöses Mädchen, das sich mit ihrem Geweih in einem Strommast verfangen hat und sich als Mensch-Hirsch-Hybrid herausstellt. Noko Shikanoko, so der Name des Mädchens, wechselt kurz darauf an Koshis Schule, sehr zu deren Missfallen. Denn seitdem Nokotan ihre Schule besucht wird Koshi in einer Reihe bizarrer Situationen hineingezogen und in deren Eskapaden verwickelt, die drohen, dass Koshi ihren wahren Charakter als ehemalige Yankī zeigt.

## Charaktere
Noko Shikanoko (鹿乃子のこ, Shikanoko Noko)
Ein mysteriöses Mädchen, ein Mensch-Hirsch-Hybrid. Eines Tages taucht sie vor Torako Koshi auf und weigert sich, ihre Seite zu verlassen, nachdem sie von Koshi gerettet wurde. Sie liebt Hirschcracker und ihr wächst ein Geweih, welches sie aber von ihrem Kopf abtrennen kann. Ihr Geweih kann als Sprengwaffe, als Lebensmittellager oder als tentakelartiges Anhängsel genutzt werden. Noko kann mit diesem Geweih sogar ihren Kopf öffnen. An der Schule ruft sie den Deer-Club ins Leben, dessen Mitglieder damit beauftragt werden, sich um Hirsche zu kümmern. Ihr Spitzname ist Nokotan (のこたん).
Torako Koshi (虎視虎子, Koshi Torako)
Eine ehemalige Yankī, die unter ihrem Spitznamen Tiger of Hino bekannt war. Sie beschließt, ihren Charakter zu ändern und wird an ihrer neuen Oberschule schnell zum beliebtesten Mädchen und wird Präsidentin des Schülerrates.
Als Nokotan an ihre Schule wechselt, drohen ihre alten Gewohnheiten ans Tageslicht zu gelangen, denn Koshi wird stetig in Nokos bizarren Eskapaden verwickelt, die für viel Unruhe sorgen. Sie wird später Präsidentin des Deer-Clubs, obwohl sie sich anfangs dagegen wehrt. Ihr Spitzname ist Koshitan (こしたん).
Anko Koshi (虎視餡子, Koshi Anko)
Torakos Schwester, die von ihr besessen ist. Diese Obsession geht so weit, dass sie versucht, Noko zu töten. Nach einem Quiz über Torako zwischen ihr und Noko, welches unentschieden ausgeht, entwickelt sie ein gewisses Verständnis für Noko und tritt später dem Deer Club bei.
Meme Bashame (馬車芽めめ, Bashame Meme)
Eine jüngere Mitschülerin an Nokos und Torakos Oberschule, die angibt eines Tages wie Noko ein Hirsch werden zu wollen, nachdem diese von Noko einen Hirschcracker erhalten hat.
Sie mag es Reis zu kochen und träumt davon, eines Tages ein eigenes Reisfeld zu bewirtschaften.
Neko Nekoyamada (猫山田根子, Nekoyamada Neko)
Die Vizepräsidentin des Schülerrates, die ein katzenähnliches Persona hat. Sie sieht im Deer-Club als ihren persönlichen Kontrahenten.
Riku Tanukikōji (狸小路絹, Tanukikōji Riku)
Die Sekretärin des Schülerrates. Sie neigt dazu, in Situationen, die sie betreffen zu überreagieren.
Chiharu Tsubameya (燕谷千春, Tsubameya Chiharu)
Die Schatzmeisterin des Schülerrates. Sie wirkt ruhig und zurückhaltend ist aber heimlich ein Otaku.

## Medien

### Manga
Oshioshio startete den Manga am 15. November des Jahres 2019 und veröffentlichte diesen bis 2023 im Shōnen-Manga-Magazin Shōnen Magazine Edge des Verlages Kodansha. Nach der Einstellung des Shōnen Magazine Edge im Oktober 2023 wird der Manga seit Dezember gleichen Jahres auf der Webseite Magazine Pocket veröffentlicht.
Bis Juni 2024 erschienen sechs Bände im Tankōbon-Format. Die ersten vier Bände erschienen über Magazine Edge, ehe die gedruckte Auflage des Mangas ab dem fünften Band bei Sirius KC umgesetzt wird. Am 1. Juli 2021 wurde bekanntgegeben, dass der US-amerikanische Verleger Seven Seas Entertainment den Manga in englischer Sprache veröffentlichen werde. Auf Chinesisch erscheint der Manga auf online auf der Webseite Bilibili.
| Band | Veröffentlichung (Japanisch) | ISBN (Japanisch)        |
| ---- | ---------------------------- | ----------------------- |
| 1    | 17. Juli 2020                | ISBN 978-4-06-520245-6. |
| 2    | 17. Februar 2021             | ISBN 978-4-06-522330-7. |
| 3    | 17. Februar 2022             | ISBN 978-4-06-526851-3. |
| 4    | 16. Februar 2023             | ISBN 978-4-06-530787-8. |
| 5    | 09. Mai 2024                 | ISBN 978-4-06-535574-9. |
| 6    | 09. Juli 2024                | ISBN 978-4-06-536165-8. |

### Anime-Fernsehserie
Am 13. März 2024 wurde die Produktion einer Anime-Fernsehserie angekündigt, die im Animationsstudio Wit Studio unter der Regie von Masahiko Ohta entstand. Das Drehbuch wurde von Takashi Aoshima geschrieben, während Ayumu Tsujimura das Charakterdesign entwarf. Die Serienmusik stammt aus der Feder von Yasuhiro Misawa. Das Lied in der Vorspannsequenz trägt den Titel Shikairo Days und wird von den Mitgliedern des Deer-Clubs A gesungen, während in der Abspannsequenz das Stück Shika-senbei no Uta zu hören ist, welches von Saki Fujita und Megumi Han gesungen wird. Als Synchronsprecherinnen wurden unter anderem Megumi Han als Noko Shikanoko und Saki Fujita als Torako Koshi bekanntgegeben.
Im japanischen Fernsehen lief die Serie vom 7. Juli bis 22. September 2024 auf Tokyo MX und BS NTV. Zwischenzeitlich wurde bekannt, dass die Serie vier Tage vor Fernsehpremiere auf der Streamingplattform Abema TV in Japan startet. Am 15. August 2024 wurde bekanntgegeben, dass die Animeserie eine Blu-ray-Veröffentlichung im deutschsprachigen Raum erhält und im Laufe des Jahres 2025 erscheinen werde.
International wird die Serie unter dem Titel My Deer Friend Nokotan gezeigt. Nachdem der Animeverleger Remow bekanntgab, die Serie lizenziert zu haben, kündigte dieser an, dass die Serie auf verschiedenen Streamingplattformen im Simulcast gezeigt werden soll, darunter auf Crunchyroll, ADN, Anime Onegai und Amazon Prime Video. Im deutschsprachigen Raum wurde zunächst angekündigt, dass die Serie lediglich bei ADN im Simulcast gezeigt werde. Kurz darauf gaben auch Crunchyroll und peppermint anime B an, die Serie im Originalton mit deutschen Untertiteln zu zeigen. Nachdem die ersten vier Episoden der Serie vier Tage nach Ausstrahlung im japanischen Fernsehen bei ADN im Simulcast gezeigt wurden, kündigte der Streaminganbieter am 31. Juli 2024 an, die Ausstrahlung vorzuverlegen, sodass diese vor der Fernsehausstrahlung in Japan stattfindet. Eine Woche später folgte Crunchyroll nach und verlegte den Simulcast ebenfalls vor. Seit Juli 2025 wird die Serie von peppermint anime mit Deutscher Synchronisation auf Blu-Ray veröffentlicht.
| Rolle             | Japanische Stimme (Seiyū) | Deutsche Stimme      |
| ----------------- | ------------------------- | -------------------- |
| Noko Shikanoko    | Megumi Han                | Moira May            |
| Torako Koshi      | Saki Fujita               | Lara Wurmer          |
| Anko Koshi        | Rui Tanabe                | Patricia Strasburger |
| Meme Bashame      | Fūka Izumi                | Angelina Markiefka   |
| Neko Nekoyamada   | Yurika Kubo               | Lucy Leopold         |
| Kinu Tanukikōji   | Rio Tsuchiya              | Eileen Fuhrmann      |
| Chiharu Tsubameya | Chinatsu Akasaki          | Lucia Patricia Bayer |
| Erzähler          | Kōsuke Toriumi            | Leonard Hohm         |

## Internetphänomen
Eine Videosequenz, in der Torako Koshi vor einem Hirsch tanz und mit einer Tonspur unterlegt ist, in welcher lediglich der Titel des Manga bzw. der Animeserie gesungen wird, entwickelte sich Anfang Juni 2024 zu einem Internetphänomen. Die Sequenz animierte zu zahlreichen Abwandlungen des Memes, in welchen Charaktere anderer Manga- und Animeserien sowie Virtual YouTuber den Tanz performen. Ausgangspunkt war ein Video, welches vom offiziellen X-Konto der Animeserie hochgeladen wurde und besagte Sequenz eine Stunde lang in Dauerschleife zu sehen ist.

### Belege
1. ↑  元ヤン女子高生×頭にツノが生えてる謎の少女、新連載「しかのこのこのここしたんたん」. In: Natalie.mu. 15. November 2019, abgerufen am 23. Juni 2024 (japanisch).
2. ↑  Joanna Cayanan: Shonen Magazine Edge Publishes Final Issue, Reveals Fates of Serialized Titles. In: Anime News Network. 18. Oktober 2023, abgerufen am 23. Juni 2024 (amerikanisches Englisch).
3. ↑  「しかのこのこのここしたんたん」既刊・関連作品一覧. In: Kodansha. Abgerufen am 23. Juni 2024 (japanisch).
4. ↑  Rafael Antonio Pineda: Seven Seas Licenses DARLING in the FRANXX, My Deer Friend Nokotan, Monologue Woven For You Manga. In: Anime News Network. 1. Juli 2021, abgerufen am 23. Juni 2024 (amerikanisches Englisch).
5. ↑  鹿乃子乃子乃子虎视眈眈. Abgerufen am 23. Juni 2024 (chinesisch).
6. 1 2 3  Rafael Antonio Pineda: Wit Studio Unveils TV Anime of My Deer Friend Nokotan Manga for July. In: Anime News Network. 13. März 2024, abgerufen am 23. Juni 2024 (amerikanisches Englisch).
7. 1 2  Sarah Dumann: »My Deer Friend Nokotan« erhält Anime-Serie + Trailer. In: Anime2you.de. 13. März 2024, abgerufen am 23. Juni 2024.
8. ↑  Rafael Antonio Pineda: My Deer Friend Nokotan Anime's New Video Unveils More Cast, Theme Songs. In: Anime News Network. 27. Mai 2024, abgerufen am 23. Juni 2024 (amerikanisches Englisch).
9. ↑  William Moo: My Deer Friend Nokotan to Stream on Crunchyroll, Prime Video, ADN & More Services Worldwide. In: Anitrendz.net. 21. Juni 2024, abgerufen am 23. Juni 2024 (amerikanisches Englisch).
10. ↑  Sarah Dumann: »My Deer Friend Nokotan« erhält deutschen Blu-ray-Release. In: Anime2you.de. 15. August 2024, abgerufen am 17. August 2024.
11. ↑  Crystalyn Hodgkins: My Deer Friend Nokotan Streams on Crunchyroll, Prime Video, ADN, Anime Onegai, More. In: Anime News Network. 21. Juni 2024, abgerufen am 23. Juni 2024 (amerikanisches Englisch).
12. ↑  Sarah Dumann: ADN zeigt »My Deer Friend Nokotan« im Simulcast. In: Anime2you.de. 22. Juni 2024, abgerufen am 23. Juni 2024.
13. ↑  Sarah Dumann: Crunchyroll kündigt zwei weitere Sommer-Simulcasts an. In: Anime2you.de. 26. Juni 2024, abgerufen am 27. Juni 2024.
14. ↑  Sarah Dumann: AKIBA PASS zeigt »My Deer Friend Nokotan« im Simulcast. In: Anime2you.de. 2. Juli 2024, abgerufen am 3. Juli 2024.
15. ↑  Robin Hirsch: ADN verlegt Simulcast von »My Deer Friend Nokotan« vor. In: Anime2you.de. 31. Juli 2024, abgerufen am 17. August 2024.
16. ↑  Sarah Dumann: »Nokotan«-Simulcast ab sofort früher bei Crunchyroll. In: Anime2you.de. 7. August 2024, abgerufen am 17. August 2024.
17. ↑  Sprecherliste. In: AniSearch.de. Abgerufen am 23. Juni 2024.
18. ↑  My Deer Friend Nokotan ➜ Sprecher. Abgerufen am 25. Juli 2025.
19. ↑  Shikairo Days Dance. In: Know Your Meme. Abgerufen am 23. Juni 2024 (amerikanisches Englisch).
20. ↑  Mario Taschler: Verrückter Anime über Reh-Waifu sprengt das Internet. In: Anime2you.de. 5. Juni 2024, abgerufen am 23. Juni 2024.